# Písková Lhota (Mladá Boleslav-i járás)
Písková Lhota település Csehországban, a Mladá Boleslav-i járásban. Písková Lhota Brodce, Mladá Boleslav, Nepřevázka, Krnsko, Hrušov, Strašnov és Jizerní Vtelno településekkel határos. Lakosainak száma 1091 fő (2024. január 1.).

## Népesség
A település lakosságának változását az alábbi diagram mutatja:
| Lakosok száma | 534  | 593  | 637  | 660  | 499  | 539  | 765  | 892  | 1090 | 1091 |
|               | 1869 | 1890 | 1921 | 1950 | 1980 | 2001 | 2017 | 2019 | 2022 | 2024 |